# Verdens ende
Verdens ende (La fin du monde) est le nom de la pointe sud de l'île de Tjøme dans la municipalité de Færder dans le comté de Vestfold, à 26 km au sud de Tønsberg. A l'ouest se trouve l'embouchure du Tønsbergfjord et au sud se trouve le Skagerrak. Depuis ses falaises de roche moutonnée, formées par des glaciers il y a plus de 10 000 ans, il y a une vue sur la mer et la partie la plus éloignée de l'archipel avec le phare de Færder comme point de repère le plus important à l'extrémité de l'Oslofjord. L'archipel au large de Verdens ende fait partie du parc national de Færder.
L'endroit a été établi comme station balnéaire dans les années 1930. Le centre d'information du parc national de Færder y a ouvert ses portes en 2015.

## Historique
Helgerødtangen était l'ancien nom du lieu, lié à la ferme la plus au sud de Tjøme, Helgerød. Autrefois, l'endroit était un belvédère pour les pilotes à la recherche de voiliers à guider.

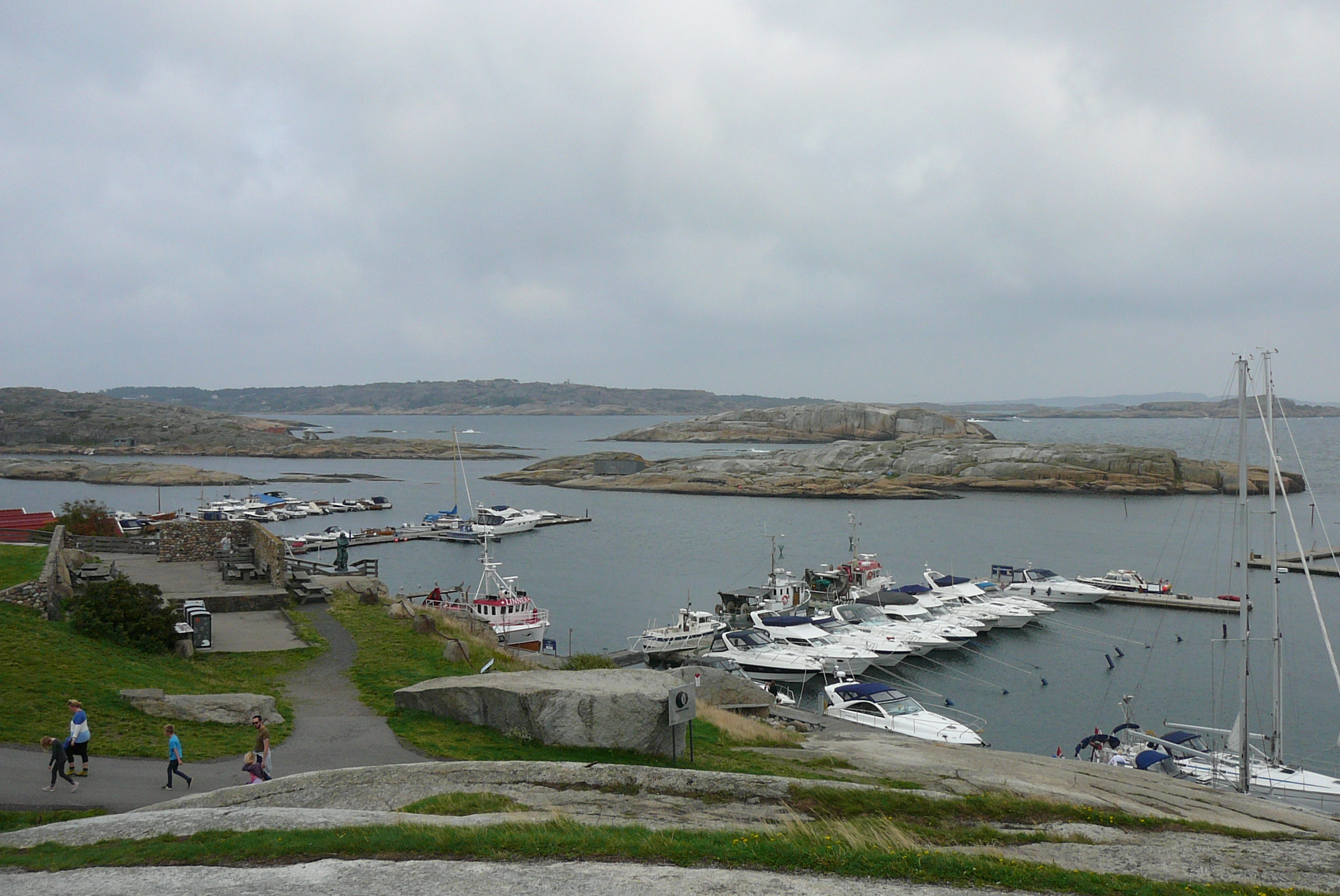
Port de Verdens ende

La fin du monde est un nom de lieu qui a vu le jour au début du XXe siècle et qui est apparu pour la première fois parmi les estivants qui visitaient le lieu. Le nom est directement lié au trafic touristique et à ce qu'on appelle aujourd'hui l'image de marque, et l'aspect du baigneur est intégré au nom. Les anciens avaient une vue complètement différente sur le monde. Ils étaient marins et baleiniers et connaissaient aux XIXe et XXe siècles les eaux et les villes portuaires du monde entier. Ce n'est en aucun cas ici que le monde s'est terminé ; c'est plutôt là que tout a commencé. Tous les petits garçons de Tjøme le savaient il y a à peine 50 ans.
Les lettres et les cartes postées à Verdens ende recevaient auparavant un timbre séparé.

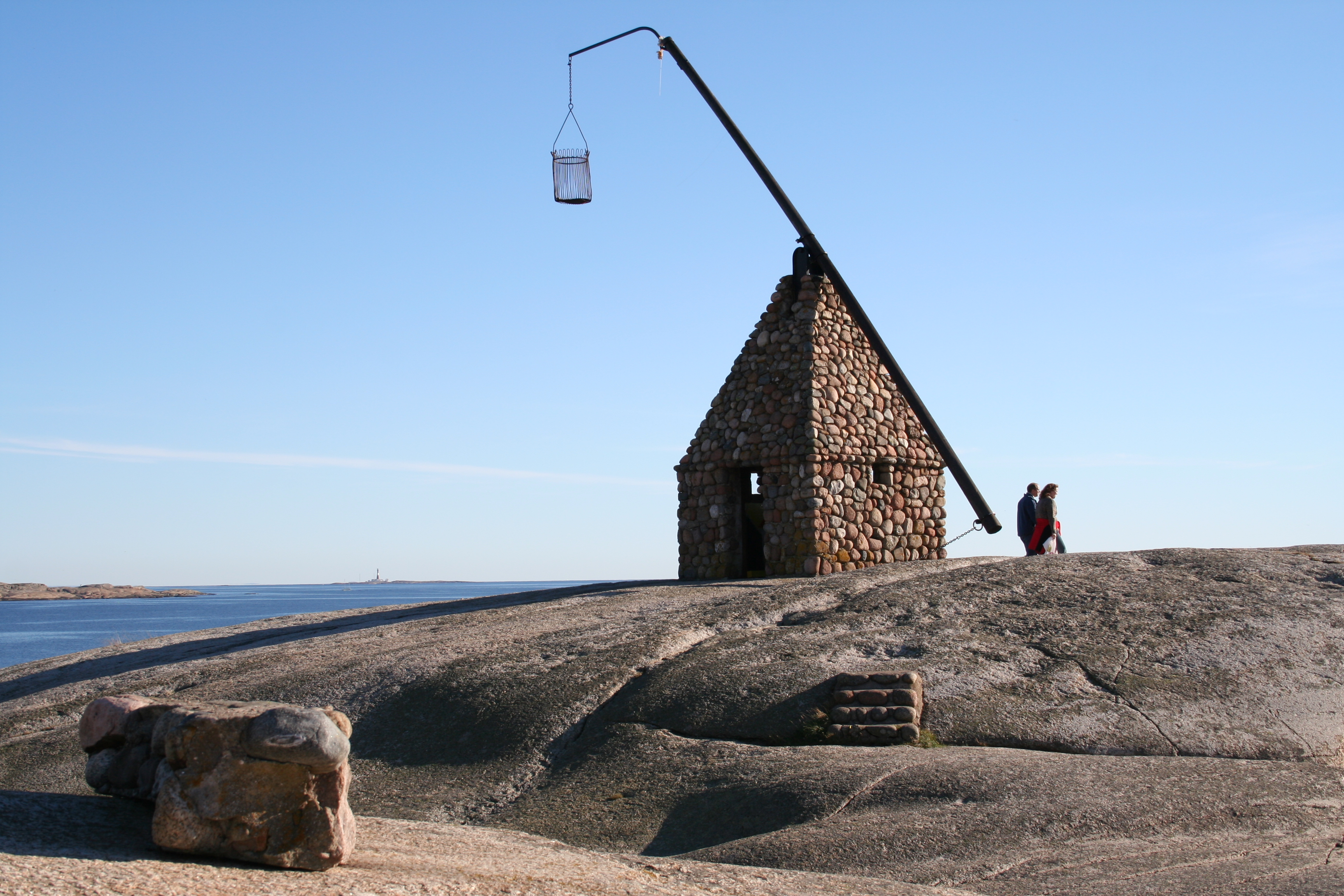
Réplique du phare à bascule

Le phare à bascule caractéristique avec un panier pour un feu de charbon a été construit avec un restaurant comme attractions touristiques sur le site en 1934, quelques années après l'ouverture du pont de Vrengen à la circulation en 1932. Il y avait aussi un aquarium d'eau salée avec des poissons et des pinnipèdes. Il a été exploité de 1935 à 1974. Le mur de fondation est maintenant une aire de barbecue.
Juste à l'est de Verden ende se trouve l'ancienne pension de bord de mer de Grepan, qui a ouvert ses portes en 1919. L'installation de la jetée de Grepanbukta à l'extrémité de Verden a été lancée en 1950.

## Zone protégée et attractions
Verdens ende est maintenant une zone récréative d'environ 0.25 km². L'endroit est un point de départ populaire avec une nature magnifique, des falaises rocheuses et de petits îlots, des lieux de pêche, de bonnes possibilités de baignade et une vue magnifique sur la mer. Le long brise-lames en pierre forme une protection contre les intempéries et le vent pour l'un des plus grands ports de plaisance de Tjøme. Il y a aussi plusieurs bateaux de pêche.

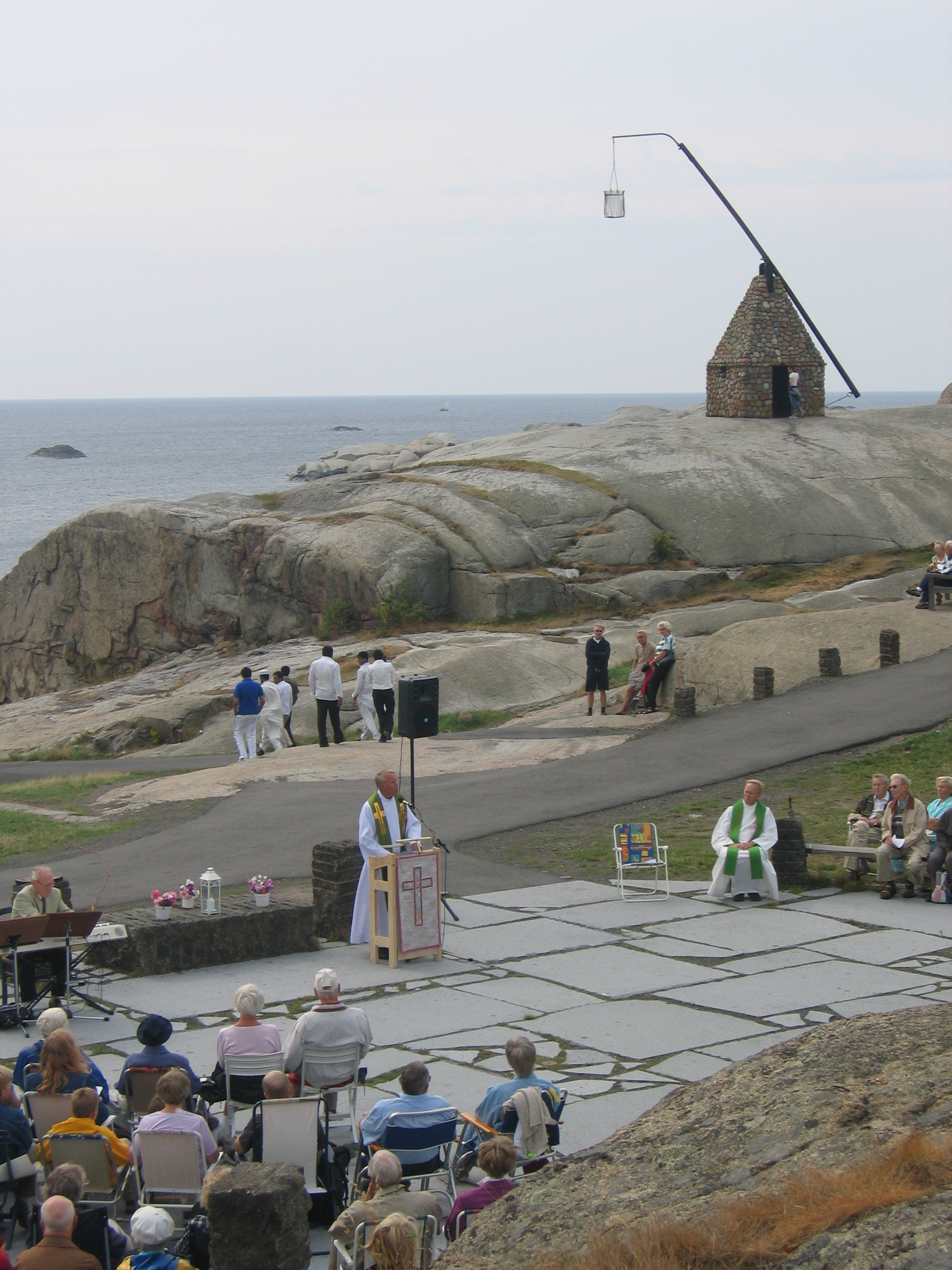
Site du millénaire de Tjøme

Le Tusenårssted  de l'ancienne municipalité de Tjøme est également situé à Verdens ende. C'est un espace circulaire, pavé de pierre avec de solides poutres en bois ancrées dans des rochers et servant de bancs. Le site est accessible depuis le parking par un chemin. Le site du millénaire a été conçu par l'architecte paysagiste Marianne Leisner. La sculpture "La femme du marin" du sculpteur Nina Nesje' y a été érigée en 2004.
La frontière du parc national de Færder, une zone de 340 km² créée en 2013, traverse Verdens ende juste au sud du port. Le centre d'accueil  du parc national de Færder a été construit à l'emplacement de l'ancien restaurant et a été ouvert par la reine Sonja Haraldsen en juin 2015. La zone récréative de Moutmarka, juste au nord-ouest, fait également partie du parc national.

## Galerie

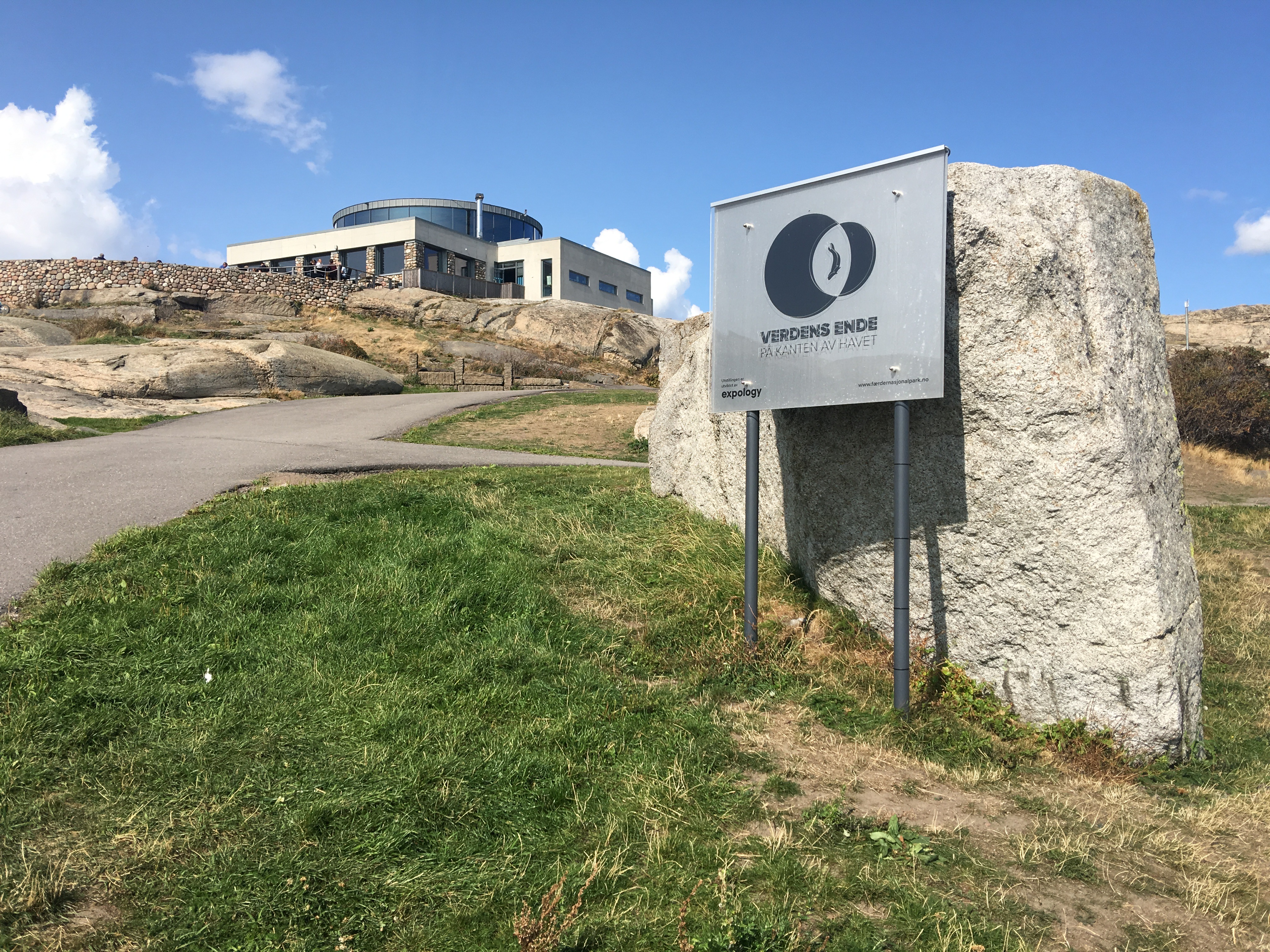
Centre d'accueil du par national
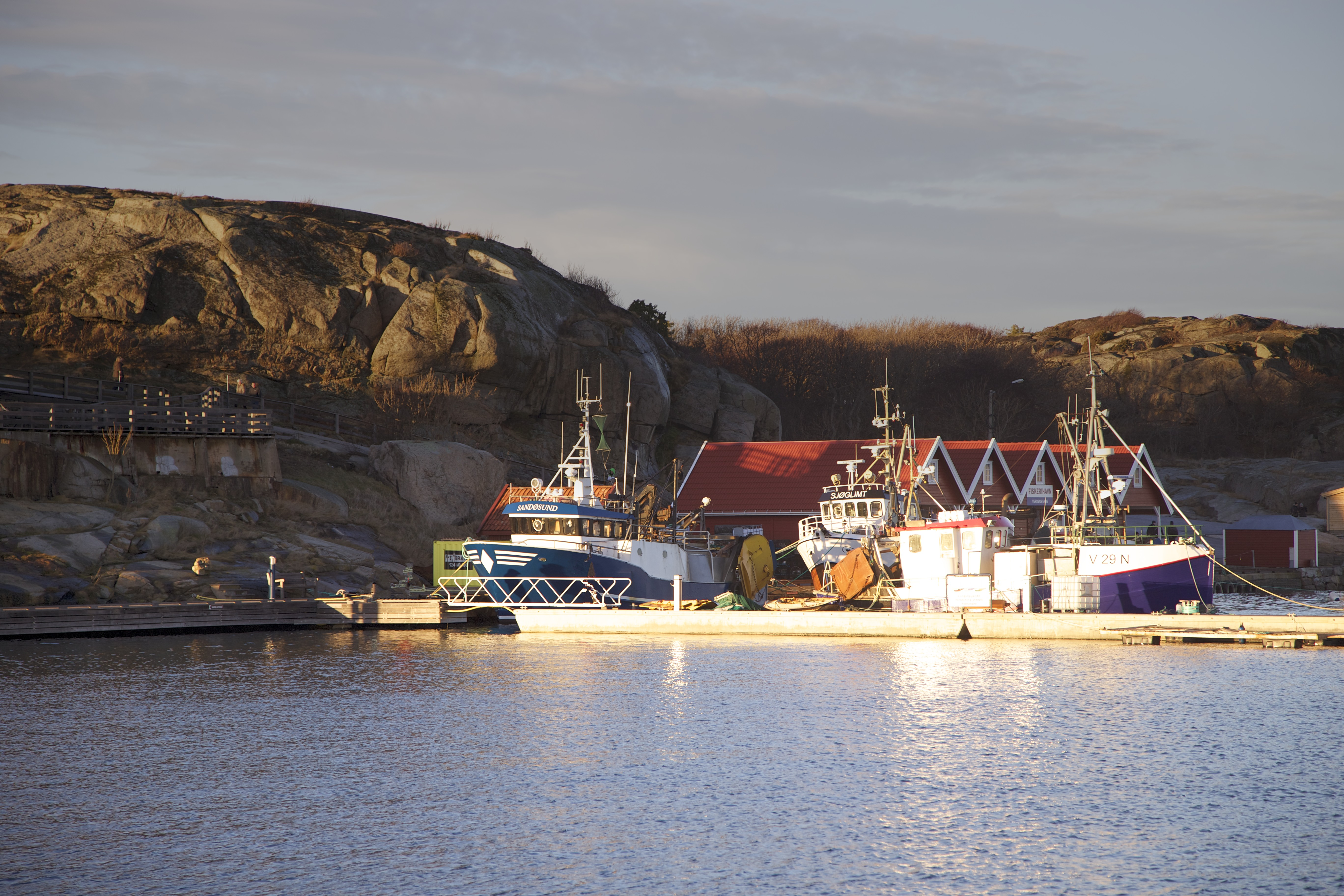
Port de pêche